# Gemeentehuis van Dworp

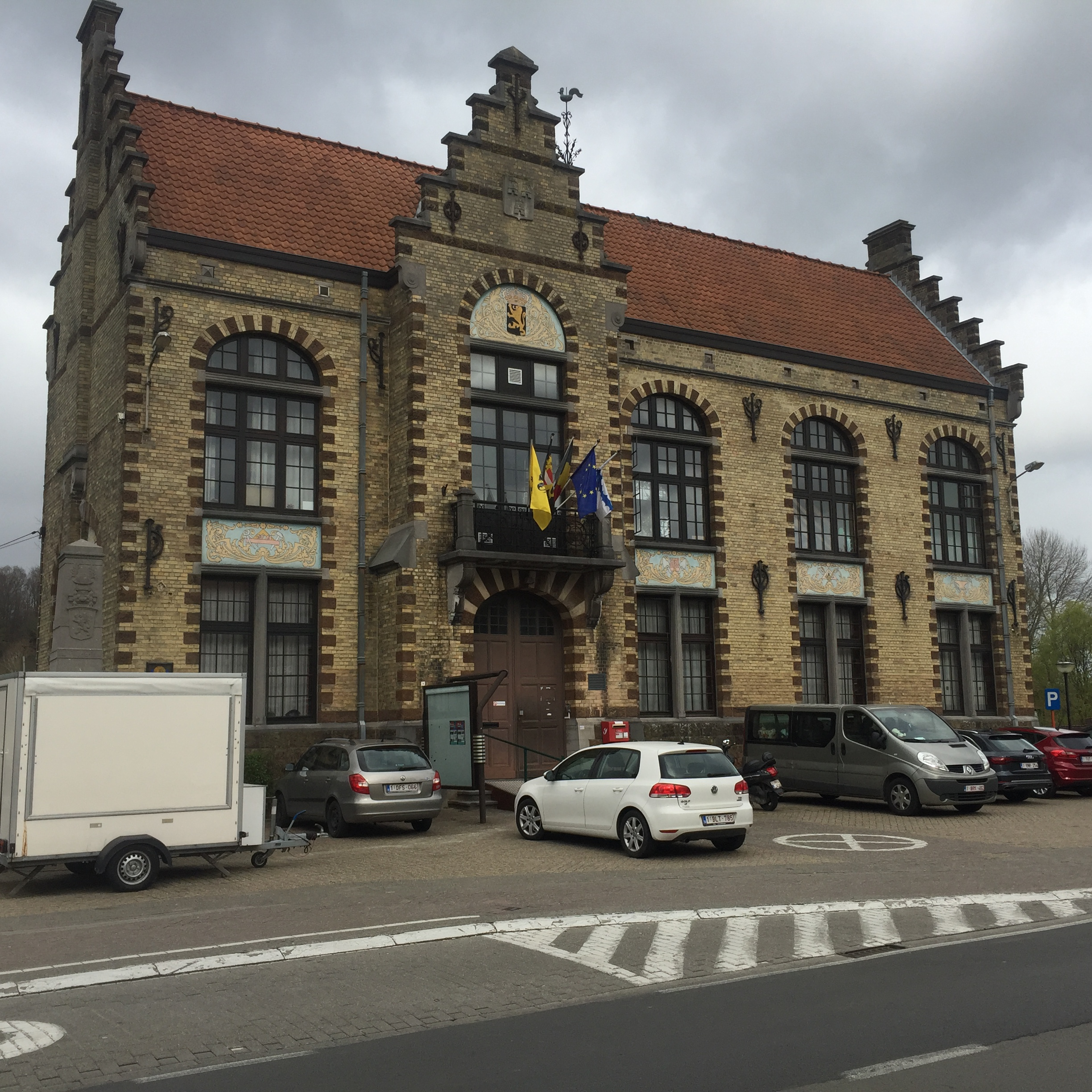

Het voormalige gemeentehuis van Dworp is een gebouw in het dorp Dworp in de Belgische gemeente Beersel in de provincie Vlaams-Brabant. Het gebouw staat aan de Alsembergsesteenweg 612. 
Ongeveer 200 meter naar het oosten staat de kerk van Dworp, de Sint-Gorikskerk.

## Geschiedenis
Het gebouw werd ontworpen door Henri Jacobs, afkomstig uit Schaarbeek. Het gebouw is een vervanging van de kerk en het achterliggende kerkhof en werd gebouwd tussen 1900 en 1902. Enkele onderdelen van de kerk werden gebruikt voor de bouw van het nieuwe gemeentehuis zoals de ijzerzandsteen (deze werkt verwerkt in de plint, muurbanden en negblokken). Ook het haantje van de kerk werd overgenomen. In 1902 werd het gemeentehuis officieel ingehuldigd. 

## Gebouw
Het gemeentehuis werd gebouwd in de eclectische stijl en wordt gekenmerkt door een combinatie van traditionele elementen met details uit de art nouveau. Henri Jacobs ook gebruikte veel kleurrijke materialen. Het gemeentehuis getuigt in zijn vormgeving en structuur van het steeds groeiende belang van de burgerlijke overheid in de 19de en 20ste eeuw en de noodzaak om representatieve gebouwen op te trekken waar het gemeentebestuur kon vergaderen.
In 1958 werd het hele gebouw gerenoveerd en heringericht naar het ontwerp van het AVEMA uit Brussel. In 1974 werden er herstellingswerken uitgevoerd, onder leiding van de architect Jef Lemmens. In 1981 werd het plein voor het gemeentehuis heraangelegd en werd ook het pleintje rond de schandpaal van Dworp vernieuwd.
De eerste grote verandering kwam er in 1987. Het gebouw werd tot dan gebruikt als gemeentehuis maar vanaf 1987 deed het gebouw dienst als politiecommissariaat. Deze nieuwe functie betekende een compleet nieuwe inrichting in het interieur. Deze werden geleid door de heer P. Dewit, architect. Van die herinrichting blijft niets meer over aangezien het gebouw vanaf 2011 in gebruik werd genomen door IBO de Malleboot, georganiseerd door de vzw 3Wplus Kinderopvang.
Sinds 17 mei 2018 loopt er een procedure om van het gebouw een beschermd monument te maken.